# Královská stezka
Královská stezka (německy Königsweg) je novější název, používaný po roce 1611 pro starou obchodní stezku zvanou Plunderstraße / Plunderstrasse (Pašerácká stezka) mezi Čechami a Saskem. 
Podobně jako obchodní Stará pražská cesta vedla z Čech přes Horní Lužici do Míšeňské vrchoviny.

## Průběh
Stezka vedla na saské straně přes obec Waltersdorf, západně od Neuschönau překračovala říčku Lužničku (něm. Lausur) a vedla zpět do Karlova (Karlsdorf) v Čechách na jihozápadním úpatí vrchu Pěnkaváku. Tam stezka obcházela údolí řeky Mandavy a vedla kolem Starého Varnsdorfu do Halbendorfu v Sasku. Tam cesta pokračovala na jih kolem Seifhennersdorfu, kde se protíná s Holzstraße (Dřevěnou stezkou), zpět na české území do Rumburku.

## Historie
Trasa přes Strážský průsmyk byla od středověku využívána jako obchodní spojení mezi Čechami a Saskem. V roce 1419 král Václav IV. zakázal obchodníkům používat Plunderstrasse a nařídil jim používat Jablonskou stezku (Gabler Straße). Jeho nástupce Zikmund v roce 1422 zákaz obnovil, protože touto cestou byli zásobováni potravinami husité.
Zákaz byl však z velké části obcházen. Plunderstrasse k cestě do Horní Lužice využívali jednak severočeští šlechtici v době husitských sporů proti Lužickému šestiměstí a na druhé straně kupci, kteří se snažili vyhnout celnicím v Žitavě. Protože se používal jako hlavní pašovací trasa, vznikl název „Pašerácká stezka - Plunderweg“.
Poté, co tuto zakázanou cestu v roce 1611 do Budyšína použil král Matyáš, vžil se název „Královská cesta - Königsweg“.
„Královská cesta“ byla považována za volně sjízdnou venkovskou cestu mezi Rumburkem a Varnsdorfem, dokud v roce 1834 nevstoupily v platnost předpisy německé celní unie.